# Sablia scirpi
Sablia scirpi là một loài bướm đêm trong họ Noctuidae.